# Айрони
«Айрони Регби» (итал. Aironi Rugby, в пер. с итал. «цапли») — итальянский регбийный клуб, в прошлом выступавший в Про12 и Кубке Хейнекен. Команда, созданная в 2010 г., представляла два региона Италии — Ломбардию и Эмилью-Романью. По окончании сезона 2011/12 Итальянская федерация регби отозвала у клуба лицензию в связи с финансовыми затруднениями. Их место в Про12 заняла новая команда — «Цебре».
Команда играла в городе Виадана, проводя домашние матчи на «Стадио Луиджи Дзаффанелла». Предполагалось, что наиболее значимые игры будут проводиться на «Стадио Джильо» (Реджо-нель-Эмилия), однако подобной необходимости не возникло. Домашняя форма команды включала чёрную экипировку с серебряной полосой. Выездная форма, также с использованием серебряной полосы, была белой. При этом в матчах Кубка Хейнекен команда использовала полностью зелёную форму. Техническим спонсором клуба выступала компания Adidas.

## Клубы-участники
Создание команды стало возможным благодаря совместным усилиями нескольких уже существующих клубов:
- «Регби Виадана» — 54%
- «Колорно» — 15%
- «Гран Парма Регби» — 10%
- «Регби Парма» — 10%
- «Ночето» — 5%
- «Реджо-Эмилия» — 2%
- «Модена» — 2%
- «Мантова» — 2%

«Гран Парма Регби», «Регби Виадана», «Колорно» были объединены после создания «Айрони». Новый клуб получил название «ГранДукато Регби Парма». «Регби Парма» и «Ночето» объединились под названием «Крочати Регби Парма». Все эти преобразования стали необходимы для повышения финансирования Супер 10 — итальянской лиги, объединявшей в том числе перечисленные клубы.

## История
После нескольких неудачных попыток Италия получила право участвовать в Про12 начиная с сезона 2010/11. Основными аргументами против итальянской заявки были возможное апеннинских клубов в течение трёх лет, а также высокие финансовые требования, которым итальянские команды не удовлетворяли. Соглашение о присоединении новых клубов было достигнуто в марте 2010 г. Кроме того, итальянским командам было гарантировано участие в Кубке Хейнекен. До этого путёвки в главный еврокубок получали две лучшие команды Супер 10.
Сборная Италии не демонстрировала уверенной игры в Кубке шести наций за все десять лет своего участия. Во многом эти неудачи списывались на отсутствие у игроков практики на высшем клубном уровне. Лучшие спортсмены уезжали в другие чемпионаты, свой же едва ли можно было считать достаточно конкурентным. К примеру, в матче Кубка шести наций 2009 г. между Уэльсом и Ирландией приняли участие 42 регбиста Кельтской лиги при 44 заявленных. Большинство итальянских легионеров играли во французской Топ 14. Чтобы обеспечить стабильный приток игроков в сборную из новых команд, итальянская федерация внедрила систему стимулов. Команды получали дополнительное финансирование для приобретения итальянских регбистов, играющих за рубежом, и создания условий для развития новых талантов. Покупка игрока высокого уровня вознаграждалась €50 000, в то время как подписание регбистов из команд Супер 10 могло стоить федерации €30 000 или €20 000.
Изначально предполагалось, что «Айрони» присоединится к лиге вместе с «Преторианс Рома», однако в итоге была одобрена заявка «Бенеттона». Руководство «Бенеттона» и «Дуки Норд-Овест» не смогли согласовать условия формирования единого клуба, который представлял бы область Венеция — один из традиционных центров итальянского регби. Тем не менее, бюджетные требования оказались для «Преторианс» непосильными, и их место всё-таки занял «Бенеттон».

### Сезон 2010/11
Дебют выдался для команды крайне сложным. Качество выступлений в лиге оставляло желать лучшего, и в ноябре тренер Франко Бернини был уволен. Регбисты потерпели несколько крупных поражений, однако нередко итальянцы уступали сопернику совсем немного. Доказательство тому — 8 бонусных очков за некритические поражения, полученные в 22 матчах. Первая победа в сезоне состоялась в декабре: «Айрони» оказались сильнее французского «Биаррица» в игре Кубка Хейнекен. Результат стал весьма неожиданным, так как в прошлом розыгрыше французы добрались до финала. 26 марта пришла победа и в лиге. Клуб переиграл ирландский «Коннахт» (25-13). Впрочем, команда завершила сезон на последнем, двенадцатом месте.

### Сезон 2011/12
«Айрони» вновь не смогли навязать соперникам борьбу и завершили сезон на дне турнирной таблицы. Всего итальянский клуб одержал 4 победы, в том числе над действующим чемпионом «Манстером»,
а также над недавним полуфиналистом Кубка Хейнекен «Эдинбургом». На европейской арене побед у «Айрони» не было — клуб не заработал ни одного очка. В марте клуб столкнулся с бюджетными трудностями, и национальная федерация отозвала у «Айрони» лицензию на участие в Про12. Заявка «Виаданы», главного претендента на вакантное место, была отклонена. Организация объявила, что новый клуб, создаваемый для итальянских игроков, будет базироваться в Парме. В результате место в лиге заняла команда «Цебре».
| \| Итоговая таблица Про12 \| |                         |        |       |        |           |       |                 |               |         |                   |                  |                    |                 |
|                              | Команда                 | Матчей | Побед | Вничью | Поражений | Очков | Очков соперника | Разница очков | Попыток | Попыток соперника | Бонус за попытки | Бонус за поражения | Турнирных очков |
| 1                            | «Ленстер»               | 22     | 18    | 1      | 3         | 568   | 326             | +242          | 48      | 28                | 5                | 2                  | 81              |
| 2                            | «Осприс»                | 22     | 16    | 1      | 5         | 491   | 337             | +154          | 44      | 22                | 2                | 3                  | 71              |
| 3                            | «Манстер»               | 22     | 14    | 1      | 7         | 489   | 367             | +122          | 45      | 27                | 5                | 4                  | 67              |
| 4                            | «Глазго Уорриорс»       | 22     | 13    | 4      | 5         | 445   | 321             | +124          | 34      | 23                | 2                | 3                  | 65              |
| 5                            | «Скарлетс»              | 22     | 12    | 2      | 8         | 446   | 373             | +73           | 43      | 30                | 5                | 5                  | 62              |
| 6                            | «Ольстер»               | 22     | 12    | 0      | 10        | 474   | 424             | +50           | 53      | 41                | 5                | 3                  | 56              |
| 7                            | «Кардифф Блюз»          | 22     | 10    | 0      | 12        | 446   | 460             | −14           | 43      | 45                | 5                | 5                  | 50              |
| 8                            | «Коннахт»               | 22     | 7     | 1      | 14        | 321   | 433             | −112          | 27      | 36                | 0                | 7                  | 37              |
| 9                            | «Ньюпорт Гвент Дрэгонс» | 22     | 7     | 1      | 14        | 370   | 474             | −104          | 27      | 41                | 1                | 5                  | 36              |
| 10                           | «Бенеттон»              | 22     | 7     | 0      | 15        | 419   | 558             | −139          | 41      | 57                | 3                | 5                  | 36              |
| 11                           | «Эдинбург»              | 22     | 6     | 1      | 15        | 454   | 588             | −134          | 42      | 65                | 2                | 4                  | 32              |
| 12                           | «Айрони»                | 22     | 4     | 0      | 18        | 289   | 551             | −262          | 22      | 54                | 1                | 5                  | 22              |
| Итоговая таблица Про12       |                         |        |       |        |           |       |                 |               |         |                   |                  |                    |                 |

## Последний состав
| Игрок                 | Позиция | Ассоциация |
| --------------------- | ------- | ---------- |
| Томмасо Д'Апиче       | Хукер   | Италия     |
| Антонио Денти         | Хукер   | Италия     |
| Давиде Джаццон        | Хукер   | Италия     |
| Фабио Онгаро          | Хукер   | Италия     |
| Роберто Сантамариа    | Хукер   | Италия     |
| Матиас Агуэро         | Проп    | Италия     |
| Альберто де Марки     | Проп    | Италия     |
| Андреа де Марки       | Проп    | Италия     |
| Сальваторе Перуджини  | Проп    | Италия     |
| Лука Редольфини       | Проп    | Италия     |
| Лоренцо Романо        | Проп    | Италия     |
| Фабио Стаибано        | Проп    | Италия     |
| Джордж Бьяджи         | Лок     | Италия     |
| Марко Бортолами       | Лок     | Италия     |
| Филиппо Каццола       | Лок     | Италия     |
| Карло дель Фава       | Лок     | Италия     |
| Джошуа Фурно          | Лок     | Италия     |
| Кинтин Хелденхуис (к) | Лок     | Италия     |
| Андреа Бенатти        | Фланкер | Италия     |
| Мауро Бергамаско      | Фланкер | Италия     |
| Никола Каттина        | Фланкер | Италия     |
| Симоне Фаваро         | Фланкер | Италия     |
| Филиппо Феррарини     | Фланкер | Италия     |
| Франс Фильюн          | Фланкер | ЮАР        |
| Джош Соул             | Номер 8 | Италия     |

| Игрок                   | Позиция   | Ассоциация     |
| ----------------------- | --------- | -------------- |
| Джорджо Бронцини        | Скрам-хав | Италия         |
| Тайсон Китс             | Скрам-хав | Новая Зеландия |
| Тито Тебальди           | Скрам-хав | Италия         |
| Наас Оливье             | Флай-хав  | ЮАР            |
| Лучано Оркера           | Флай-хав  | Италия         |
| Альберто Бенеттин       | Центр     | Италия         |
| Джильберто Паван        | Центр     | Италия         |
| Габриэль Писарро        | Центр     | Италия         |
| Маттео Пратикетти       | Центр     | Италия         |
| Роберто Куартароли      | Центр     | Италия         |
| Риккардо Паван          | Винг      | Италия         |
| Кейн Робертсон          | Винг      | Италия         |
| Синоти Синоти           | Винг      | Самоа          |
| Джулио Тоньолатти       | Винг      | Италия         |
| Джованбаттиста Вендитти | Винг      | Италия         |
| Паоло Бузо              | Фулбэк    | Италия         |
| Андреа Мази             | Фулбэк    | Италия         |
| Руджеро Тревизан        | Фулбэк    | Италия         |